# 张守节 (宋朝)
张守节（？—1075年），宋朝軍事人物。
熙宁年間官至广西兵马都监。熙宁八年（1075年）十一月，交趾太尉李常杰率兵八萬攻占廉州，攻邕州，广西搔动。蘇緘向刘彝请求援军，刘彝派遣张守节带兵二千弱兵前去救援。张守节驰援邕州，在昆仑关为交趾军所败，被俘殺。其殘部投降李朝。